# プルヴァ・リーガ・レプブリケ・スルプスケ
プルヴァ・リーガ・レプブリケ・スルプスケ（Prva liga Republike Srpske）は、ボスニア・ヘルツェゴビナの最上位サッカーリーグであるプレミイェル・リーガの1つ下のディビジョンのうちスルプスカ共和国で行われる大会である。ボスニア・ヘルツェゴビナ連邦ではプルヴァ・リーガ・フェデラツィイェ・ボスネ・イ・ヘルツェゴヴィネが行われる。
2002年にスルプスカ共和国のクラブが2002-03シーズンのプレミイェル・リーガに初参加するまでは、スルプスカ共和国のクラブにとって最上位リーグであった。

## 概要
ユーゴスラビア崩壊後、1992年9月5日設立のスルプスカ共和国サッカー連盟によってスルプスカ共和国最初のサッカー大会であるカップ戦のクプ・レプブリケ・スルプスケが創立され、1995年にはリーグ戦のプルヴァ・リーガ・レプブリケ・スルプスケ（以下、プルヴァ・リーガRS）が創立された。
プルヴァ・リーガRS最初の1995-96シーズンは東地域と西地域の2つのグループに分けられ、両グループに11チームずつの合計22チームが参加した。レギュラーシーズン終了後に両グループの1位チームが2試合制のプレーオフで総合優勝チームを決定、一方で両グループの最下位チームがドルガ・リーガRSに降格し、同9位と10位のチームがドルガ・リーガRSのチームとの入れ替え戦に出場するレギュレーションで行われた。
1996年3月16日に西地域で開幕したが、東地域は天候不良のために開幕が延期された。西地域のポレト・ブロドに所属していたP.コスタディノヴィッチが第1節のボラツ・シャマツ戦の開始8分にプルヴァ・リーガRSの歴史における初得点を記録した。
東地域はボクシト・ミリチ、西地域はルダル・プリイェドルが1位になった。プレーオフの第1戦はミリチのスタディオン・スパチュ・ポリェで行われ、ルダル・プリイェドルが2-0とリードしたが、最終的にボクシト・ミリチが5-2で逆転勝利した。第2戦はプリイェドルのグラズキ・スタディオン・プリイェドルで行われ、ルダル・プリイェドルが2-1で勝利したが、2試合合計スコア6-4でボクシト・ミリチが初代優勝チームとなった。
ボクシト・ミリチのゾラン・マイストロヴィッチとコザラ・グラディシュカのシニシャ・ジュリッチが共に16得点を記録して初代得点王に輝いた。
東地域と西地域で最下位のロマニヤ・パレとプロレテル・テスリチに加えて、入れ替え戦に出場したジェリェズニチャル・スルプスコ・サラエヴォとドリナ・ズヴォルニク、FKモドリチャ、スロボダ・ノヴィ・グラードの4チームすべてが敗退してドルガ・リーガRSに降格した。ドルガ・リーガRS・ビイェリナ地域優勝のルダル・ウグリェヴィク、スルプスコ・サラエヴォ地域優勝のヴェレジュ・ネヴェシニェ、バニャ・ルカ地域優勝のクリラ・クライネ・バニャ・ルカ、プリイェドル地域優勝のオムラディナツ・ブレストヴチナに加えて、入れ替え戦で勝利したスティエスカ・フォチャとブラツトヴォ・ブラトゥナツ、スロガ・トルン、ボラツ・コザルスカ・ドゥビツァの合計8チームが昇格した。
1996-97シーズンは24チームに拡大され、東地域と西地域の両グループに12チームずつが参加した。東地域はルダル・ウグリェヴィクが1位になり、プレーオフで西地域1位のスロガ・トルンに勝利して優勝した。スロガ・トルンのムラデン・ズゴニャニンとグラシナツ・ソコラツのマリッチが共に14得点を記録して得点王に輝いた。スロガ・トルンはリーグ優勝を逃したが、ムラデン・ズゴニャニンの決勝点でクプ・レプブリケ・スルプスケで優勝した。
1997-98シーズンに1リーグ制に変更された。当初、1996-97シーズンの東地域と西地域の両グループの下位6チームずつが降格し、残りの12チームにドルガ・リーガRSの4地域の優勝チームを加えた合計16チームが参加すると発表されたが、最終的に18チームに拡大されることが決定され、両グループの7位チームも残留した。ルダル・ウグリェヴィクがプルヴァ・リーガRSの歴史で初めて連覇を達成した。ルダル・ウグリェヴィクのニコラ・バレが31得点を記録して得点王に輝いた。ルダル・ウグリェヴィクはクプ・レプブリケ・スルプスケ、スーペルクプ・レプブリケ・スルプスケでも優勝して3冠を達成した。
1999-2000シーズンに20チームに拡大されたが、2000-01シーズンに16チームに削減された。
2002年5月23日にスルプスカ共和国のクラブがプレミイェル・リーガに参加することが発表された。2001-02シーズンのプルヴァ・リーガRSからはレオタル・トレビニェ、コザラ・グラディシュカ、ボラツ・バニャ・ルカ、グラシナツ・ソコラツ、ムラドスト・ガツコ、ルダル・ウグリェヴィクの6チームがプレミイェル・リーガに昇格した。最初の2002-03シーズンにはボスニア・ヘルツェゴビナ連邦から14チーム、スルプスカ共和国から6チームの合計20チームが参加し、レオタル・トレビニェがスルプスカ共和国のクラブとして初優勝を飾った。
2009-10シーズンに14チームに削減された。
2015-16シーズンに12チームに削減され、ホーム・アンド・アウェー方式の2回戦総当たり戦を行った後に上位6チームが優勝争いをするプレーオフに出場、下位6チームが残留争いをするプレーアウトに出場してさらに2回戦総当たり戦を行って順位を決定するレギュレーションに変更された。
2019-20シーズンに10チームに削減され、3回戦総当たり戦で順位を決定するレギュレーションに変更されることが発表された。

## 歴代優勝クラブ
| シーズン | シーズン | 優勝                   | 2位                        | 3位                                | チーム数 | チーム数 |
| -------- | -------- | ---------------------- | -------------------------- | ---------------------------------- | -------- | -------- |
| 1995-96  | 東地域   | ボクシト・ミリチ       | グラシナツ・ソコラツ       | サラエヴォ・スルプスコ・サラエヴォ | 11       | 22       |
| 1995-96  | 西地域   | ルダル・プリイェドル   | ボラツ・バニャ・ルカ       | コザラ・グラディシュカ             | 11       | 22       |
| 1996-97  | 東地域   | ルダル・ウグリェヴィク | ボクシト・ミリチ           | グラシナツ・ソコラツ               | 12       | 24       |
| 1996-97  | 西地域   | スロガ・トルン         | ボラツ・バニャ・ルカ       | スロガ・ドボイ                     | 12       | 24       |
| 1997-98  | 1997-98  | ルダル・ウグリェヴィク | ボラツ・バニャ・ルカ       | グラシナツ・ソコラツ               | 18       | 18       |
| 1998-99  | 1998-99  | ラドニク・ビイェリナ   | ルダル・ウグリェヴィク     | ボクシト・ミリチ                   | 18       | 18       |
| 1999-00  | 1999-00  | ボクシト・ミリチ       | ルダル・ウグリェヴィク     | レオタル・トレビニェ               | 20       | 20       |
| 2000-01  | 2000-01  | ボラツ・バニャ・ルカ   | スロボダ・ノヴィ・グラード | ルダル・ウグリェヴィク             | 16       | 16       |
| 2001-02  | 2001-02  | レオタル・トレビニェ   | コザラ・グラディシュカ     | ボラツ・バニャ・ルカ               | 16       | 16       |

| - 2002-03 モドリチャ・マクシマ - 2003-04 スラビア・スルプスコ・サラエヴォ - 2004-05 ラドニク・ビイェリナ - 2005-06 ボラツ・バニャ・ルカ - 2006-07 FKラクタシ - 2007-08 ボラツ・バニャ・ルカ - 2008-09 ルダル・プリイェドル - 2009-10 ドリナ・ズヴォルニク - 2010-11 コザラ・グラディシュカ - 2011-12 ラドニク・ビイェリナ | - 2012-13 ムラドスト・ヴェリカ・オバルスカ - 2013-14 ドリナ・ズヴォルニク - 2014-15 ルダル・プリイェドル - 2015-16 クルパ - 2016-17 ボラツ・バニャ・ルカ - 2017-18 ズヴィイェズダ09 - 2018-19 ボラツ・バニャ・ルカ - 2019-20 クルパ - 2020-21 |  |

## クラブ別優勝回数
| クラブ                           | 回数 | 年度                                        |
| -------------------------------- | ---- | ------------------------------------------- |
| ボラツ・バニャ・ルカ             | 5    | 2000-01, 2005-06, 2007-08, 2016-17, 2018-19 |
| ラドニク・ビイェリナ             | 3    | 1998-99, 2004-05, 2011-12                   |
| ボクシト・ミリチ                 | 2    | 1995-96, 1999-00                            |
| ルダル・ウグリェヴィク           | 2    | 1996-97, 1997-98                            |
| ドリナ・ズヴォルニク             | 2    | 2009-10, 2013-14                            |
| ルダル・プリイェドル             | 2    | 2008-09, 2014-15                            |
| クルパ                           | 2    | 2015-16, 2019-20                            |
| レオタル・トレビニェ             | 1    | 2001-02                                     |
| FKモドリチャ                     | 1    | 2002-03                                     |
| スラビア・スルプスコ・サラエヴォ | 1    | 2003-04                                     |
| FKラクタシ                       | 1    | 2006-07                                     |
| コザラ・グラディシュカ           | 1    | 2010-11                                     |
| ムラドスト・ヴェリカ・オバルスカ | 1    | 2012-13                                     |
| ズヴィイェズダ09                 | 1    | 2017-18                                     |